# リッキー・ロドリゲス
リッキー・ロドリゲス（Ricky Rodriguez、1975年1月25日 - 2005年1月9日）は、アメリカ合衆国に本拠を置く新宗教団体「神の子供たち」(現在のファミリー・インターナショナル）の元会員。教団指導者であるカレン・ゼルビー(女性)の息子。2005年に、教団メンバーを殺害して自殺を遂げた。
Daviditoの名でも知られる。法律上の名前は、Richard Peter Rodriguez、Richard Peter Smith、David Moses Zerby。

## ファミリー・インターナショナルでの少年時代と性的虐待
ロドリゲスは1975年、カレン・ゼルビーと、現地のホテル男性従業員との子供として、スペイン領カナリア諸島のサンタ・クルス・デ・テネリフェで生まれた。母親のゼルビーはこの男性従業員を「浮気で釣った」(Flirty Fished)とされる。「神の子供たち」教団（教団はその後名称を数度にわたって改めている。以下、2004年以後の現名称であるファミリー・インターナショナルも用いる）では、1974年から1987年まで伝道の手法としてセックスを使う「浮気釣り」が行われていた。
母親のカレン・ゼルビー（1946年生まれ）は、「神の子供たち」の創設者デビッド・バーグ（1919年 – 1994年）の妻であった（1970年結婚。バーグの死後、教団指導者となる）。公的な手続きは行われていないが、ロドリゲスはバーグの養子と考えられている。ロドリゲスは、少年時代の自分に対する児童性的虐待によって苦しめられ、後にバーグとゼルビーに対して、根深い恨みを育てていった。なお、ロドリゲスと共に育った姉Christina Teresa Zerby（通称:Techi）は同様の視点は持っておらず、現在でもファミリー・インターナショナルのメンバーである。
1982年1月、ファミリー・インターナショナル（当時の名称は「ファミリー」）は、ロドリゲスの教育・家庭生活・ケアについて書かれた子育てのマニュアル Story of Davidito を作成した。この762ページに及ぶ本には、家庭教師のサラ・ケリー（別名:Sara Davidito or Prisca Kelley）と子供のロドリゲスが性行為を行う、少なくとも十数枚の写真が含まれていた。ファミリー・インターナショナルは、のちにこの本を差しさわりのないよう大幅に書き換えることを指示し、1990年代後半には書き換えられた形で再出版された。ファミリー・インターナショナルはオリジナルの本の完全な隠滅を図ったが、元メンバーの収集によって現在でも存在しており、そのうちいくつかは法執行機関に提供された。

## 成人しファミリー・インターナショナルを離れ、殺人と自殺
成人したロドリゲスは Elixcia Munumelと結婚し、2001年にファミリー・インターナショナルから離れた。その後まもなく、ロドリゲスは、Webサイト "MovingOn.org"に記事を寄せ、多くの女性や子供を含む、デビッド・バーグの常軌を逸した性行為について記した。
妻と離婚した後の2004年9月、ロドリゲスはアリゾナ州ツーソンに引越し、電気技師として働いた。ロドリゲスの友人や親戚によれば、ロドリゲスがツーソンに引っ越したのは、母のゼルビーがツーソンを訪れたと聞いたためで、母に会おうとしたのだという。ロドリゲスは少年時代のことを外部に話したため、母の居場所はロドリゲスには秘密にされていた。
2005年1月、ロドリゲスは、母親の元関係者で、少年時代の性的いたずらに関与した、アンジェラ・スミス（以前の名前:Susan Joy Kauten）を自分のアパートに呼び出し、刺殺した。その後、カリフォルニア州ブライスまで車で行き、自身の頭を撃った。ロドリゲスは、友人、家族、ファミリー・インターナショナルの元メンバーに向け、ビデオ・メッセージを流した。『ニューヨーク・タイムズ』は記事に「彼は自分を、自分や姉のようにレイプやリンチにさらされた子供たちの代わって仇を討つ、自警団だと思っていた」と記した。ビデオの中で、ロドリゲスは「自分にはこれをする必要がある、欲求ではなく、復讐する必要がある」"It's a need for justice, because I can't go on like this"と述べている。

## ファミリー・インターナショナルでの児童性的虐待に関する議論
ロドリゲスが児童性的虐待にさらされたかについて議論があった。1994年のDavid Millikanによるインタビュー"Story of Davidito"で、当時まだファミリー・インターナショナルのメンバーだったロドリゲスは、"People feel that the sexual activities I had occurred so much more than it really did. They believe it had a bigger emphasis and played a greater part than it did. If they think my early life revolved around sex it's going to seem very weird, but I know this wasn't the case,　だから、自分にとっては大きな問題はない"と言った。 Millikanは、また「彼には、性的虐待の法的な定義では、彼とのセックスに参加したサラや他の女性は有罪になるだろうと指摘した」と記述した。
ファミリー・インターナショナルの出費と編集によって発刊された Sex, Slander and Salvation と題する本において、w:Lawrence Lillistonは以下のように述べている。
| 「 | The Davidito book does relate David's early witnessing of sexual behavior and encouragement to explore his own sexuality, and while these experiences would be characterized as sexually abusive or neglectful by most child abuse experts, there is no report of his having been actively molested or abused by adults. Moreover, there is no evidence of long-term negative effects on David. The first author, a clinical child psychologist with thirty years of experience, recently administered a w:psychological evaluation to David, who is now nineteen, and found him to be a bright, well-adjusted, and emotionally strong young man. | 」 |

しかし、イギリスでの、ファミリー・インターナショナルを含んだ親権を争う裁判においての証言で、Lillistonが自身の結論を提出しようとしたところ、裁判長を務めるAlan Ward判事は以下のように述べた。
| 「 | [Lilliston's observations of another young man born in the Family] seem to me to be superficial and to lack academic credibility. Likewise his conclusion about Davidito. This was an opportunity to explore exactly what had taken place in Berg's household. He merely touched upon these matters and Davidito made it obvious he was not prepared to talk about it. Nor did they talk about the reasons which impelled that young man [Ricky Rodriguez, aka Davidito] to make attempts on his life said by The Family to have been caused by Satanic influences. Because I conclude that Dr Lilliston was not too concerned critically to examine The Family's past, I cannot be sure I get an accurate picture from him. | 」 |